# Schwimmweltmeisterschaften 2019
| Medaillenspiegel (TOP 10 von 26 siegreichen Nationen) | Medaillenspiegel (TOP 10 von 26 siegreichen Nationen) | Medaillenspiegel (TOP 10 von 26 siegreichen Nationen) | Medaillenspiegel (TOP 10 von 26 siegreichen Nationen) | Medaillenspiegel (TOP 10 von 26 siegreichen Nationen) | Medaillenspiegel (TOP 10 von 26 siegreichen Nationen) |
| Platz                                                 | Land                                                  | G                                                     | S                                                     | B                                                     | Gesamt                                                |
| ----------------------------------------------------- | ----------------------------------------------------- | ----------------------------------------------------- | ----------------------------------------------------- | ----------------------------------------------------- | ----------------------------------------------------- |
| 1                                                     | China                                                 | 16                                                    | 11                                                    | 3                                                     | 30                                                    |
| 2                                                     | Vereinigte Staaten                                    | 15                                                    | 11                                                    | 10                                                    | 36                                                    |
| 3                                                     | Russland                                              | 12                                                    | 11                                                    | 7                                                     | 30                                                    |
| 4                                                     | Australien                                            | 7                                                     | 9                                                     | 7                                                     | 23                                                    |
| 5                                                     | Ungarn                                                | 5                                                     | 0                                                     | 0                                                     | 5                                                     |
| 6                                                     | Italien                                               | 4                                                     | 6                                                     | 5                                                     | 15                                                    |
| 7                                                     | Großbritannien                                        | 4                                                     | 2                                                     | 6                                                     | 12                                                    |
| 8                                                     | Deutschland                                           | 3                                                     | 2                                                     | 3                                                     | 8                                                     |
| 9                                                     | Brasilien                                             | 2                                                     | 3                                                     | 2                                                     | 7                                                     |
| 10                                                    | Kanada                                                | 2                                                     | 2                                                     | 7                                                     | 11                                                    |
|                                                       | Insgesamt                                             | 76                                                    | 77                                                    | 77                                                    | 230                                                   |

Die 18. Schwimmweltmeisterschaften fanden vom 12. bis 28. Juli 2019 in der südkoreanischen Stadt Gwangju, Provinz Jeollanam-do, statt.

## Geschichte
In allen Sportarten wurden Quotenplätze für die Olympischen Sommerspiele 2020 in Tokio vergeben. So sicherten beispielsweise im Synchron-Wasserspringen alle Podiumsplatzierten ihrem Heimatland die Olympiateilnahme in der jeweiligen Sprungkategorie, in den Einzelwettkämpfen qualifizierten sich dagegen jeweils die zwölf besten Finalisten.
Der Schwimmweltverband (FINA) hatte am 19. Juli 2013 auf seinem Kongress am Rande der Schwimmweltmeisterschaften 2013 in Barcelona die Titelkämpfe an die Stadt im Südwesten von Südkorea vergeben.
Für die Ausrichtung hatten sich des Weiteren die Städte Budapest (Ungarn) und Tokio (Japan) beworben. Eine weitere Bewerbung war vom chinesischen Schwimmverband eingereicht worden, ohne eine Stadt als Austragungsort zu benennen.
Für Kontroversen sorgte die Teilnahme des Dopings beschuldigten Chinesen Sun Yang. Nach seinem Sieg über 400 Meter Freistil weigerte sich der zweitplatzierte Australier Mack Horton neben ihm auf dem Podium zu stehen. Genauso weigerte sich später der Brite Duncan Scott bei der Siegerehrung nach 200 Meter Freistil. Im Exekutiv-Komitee der FINA wurde die Forderung erhoben, die beiden zu disqualifizieren und die Medaillen zu entziehen, beließ es aber bei einer Verwarnung. Sun Yang wurde dann im Jahr 2020 wegen Dopings für acht Jahre gesperrt. Da die Sperre nicht rückwirkend gilt, durfte er die Medaillen der Weltmeisterschaften 2019 behalten.

## Zeitplan
| ● | Eröffnungsfeier | ● | Qualifikation | ● | Medaillenentscheidung | ● | Abschlussfeier |

| Juli                     | 12. | 13. | 14. | 15. | 16. | 17. | 18. | 19. | 20. | 21. | 22. | 23. | 24. | 25. | 26. | 27. | 28. | Gesamt |
| ------------------------ | --- | --- | --- | --- | --- | --- | --- | --- | --- | --- | --- | --- | --- | --- | --- | --- | --- | ------ |
| Eröffnungs-/Schlussfeier | ●   |     |     |     |     |     |     |     |     |     |     |     |     |     |     |     | ●   | 76     |
| Beckenschwimmen          |     |     |     |     |     |     |     |     |     | 4   | 4   | 5   | 5   | 5   | 5   | 6   | 8   | 42     |
| Freiwasserschwimmen      |     | 1   | 1   |     | 1   | 1   | 1   | 2   |     |     |     |     |     |     |     |     |     | 7      |
| Synchronschwimmen        | ●   | 1   | 1   | 2   | 1   | 1   | 1   | 1   | 2   |     |     |     |     |     |     |     |     | 10     |
| Wasserspringen           | ●   | 3   | 2   | 2   | 1   | 1   | 1   | 1   | 2   |     |     |     |     |     |     |     |     | 13     |
| Klippenspringen          |     |     |     |     |     |     |     |     |     |     | ●   | 1   | 1   |     |     |     |     | 2      |
| Wasserball               |     |     | F   | M   | F   | M   | F   | M   | F   | M   | F   | M   | F   | M   | F   | M   |     | 2      |

## Ergebnisse Beckenschwimmen

### Männer

#### 50 m Freistil
| Platz | Land | Athlet             | Zeit             |
| ----- | ---- | ------------------ | ---------------- |
| 1     | USA  | Caeleb Dressel     | 21,04 s (CR, NR) |
| 2     | BRA  | Bruno Fratus       | 21,45 s          |
| 2     | GRE  | Kristian Gkolomeev | 21,45 s          |
| 4     | RUS  | Wladimir Morosow   | 21,53 s          |
| 5     | GBR  | Benjamin Proud     | 21,55 s          |
| 6     | USA  | Michael Andrew     | 21,62 s          |
| 7     | POL  | Paweł Juraszek     | 21,67 s          |
| 8     | JPN  | Shinri Shioura     | 21,81 s          |

#### 100 m Freistil
| Platz | Land | Athlet              | Zeit         |
| ----- | ---- | ------------------- | ------------ |
| 1     | USA  | Caeleb Dressel      | 46,96 s (NR) |
| 2     | AUS  | Kyle Chalmers       | 47,08 s      |
| 3     | RUS  | Wladislaw Grinew    | 47,82 s      |
| 4     | USA  | Blake Pieroni       | 47,88 s      |
| 5     | BRA  | Marcelo Chierighini | 47,93 s      |
| 6     | HUN  | Nándor Németh       | 48,10 s (NR) |
| 7     | FRA  | Clément Mignon      | 48,43 s      |
| 8     | BRA  | Breno Correia       | 48,90 s      |

#### 200 m Freistil
| Platz | Land | Athlet              | Zeit             |
| ----- | ---- | ------------------- | ---------------- |
| 1     | CHN  | Sun Yang            | 1:44,93 min      |
| 2     | JPN  | Katsuhiro Matsumoto | 1:45,22 min (NR) |
| 3     | RUS  | Martin Maljutin     | 1:45,63 min      |
| 3     | GBR  | Duncan Scott        | 1:45,63 min      |
| 5     | ITA  | Filippo Megli       | 1:45,67 min      |
| 6     | AUS  | Clyde Lewis         | 1:45,78 min      |
| 7     | HUN  | Dominik Kozma       | 1:45,90 min      |
|       | LTU  | Danas Rapšys        | DSQ              |

#### 400 m Freistil
| Platz | Land | Athlet          | Zeit             |
| ----- | ---- | --------------- | ---------------- |
| 1     | CHN  | Sun Yang        | 3:42,44 min      |
| 2     | AUS  | Mack Horton     | 3:43,17 min      |
| 3     | ITA  | Gabriele Detti  | 3:43,23 min (NR) |
| 4     | LTU  | Danas Rapšys    | 3:43,50 min      |
| 5     | ITA  | Marco De Tullio | 3:44,86 min      |
| 6     | AUS  | Jack McLoughlin | 3:45,19 min      |
| 7     | CHN  | Ji Xinjie       | 3:45,64 min      |
| 8     | USA  | Zane Grothe     | 3:45,78 min      |

#### 800 m Freistil
| Platz | Land | Athlet               | Zeit             |
| ----- | ---- | -------------------- | ---------------- |
| 1     | ITA  | Gregorio Paltrinieri | 7:39,27 min (ER) |
| 2     | NOR  | Henrik Christiansen  | 7:41,28 min (NR) |
| 3     | FRA  | David Aubry          | 7:42,08 min (NR) |
| 4     | AUS  | Jack McLoughlin      | 7:42,64 min      |
| 5     | ITA  | Gabriele Detti       | 7:43,89 min      |
| 6     | CHN  | Sun Yang             | 7:45,01 min      |
| 7     | UKR  | Serhij Frolow        | 7:47,32 min      |
| 8     | UKR  | Mychajlo Romantschuk | 7:49,32 min      |

#### 1500 m Freistil
| Platz | Land | Athlet               | Zeit         |
| ----- | ---- | -------------------- | ------------ |
| 1     | GER  | Florian Wellbrock    | 14:36,54 min |
| 2     | UKR  | Mychajlo Romantschuk | 14:37,63 min |
| 3     | ITA  | Gregorio Paltrinieri | 14:38,75 min |
| 4     | FRA  | David Aubry          | 14:44,72 min |
| 5     | NOR  | Henrik Christiansen  | 14:45,35 min |
| 6     | ITA  | Domenico Acerenza    | 14:52,05 min |
| 7     | UKR  | Serhij Frolow        | 15:01,04 min |
| 8     | DEN  | Alexander Norgaard   | 15:20,47 min |

#### 50 m Rücken
| Platz | Land | Athlet             | Zeit    |
| ----- | ---- | ------------------ | ------- |
| 1     | RSA  | Zane Waddell       | 24,43 s |
| 2     | RUS  | Jewgeni Rylow      | 24,49 s |
| 3     | RUS  | Kliment Kolesnikow | 24,51 s |
| 4     | USA  | Ryan Murphy        | 24,53 s |
| 5     | USA  | Michael Andrew     | 24,58 s |
| 6     | CHN  | Xu Jiayu           | 24,64 s |
| 7     | ROU  | Robert Glință      | 24,67 s |
| 8     | GRE  | Apostolos Christou | 24,75 s |

#### 100 m Rücken
| Platz | Land | Athlet          | Zeit    |
| ----- | ---- | --------------- | ------- |
| 1     | CHN  | Xu Jiayu        | 52,43 s |
| 2     | RUS  | Jewgeni Rylow   | 52,67 s |
| 3     | AUS  | Mitch Larkin    | 52,77 s |
| 4     | USA  | Ryan Murphy     | 52,78 s |
| 5     | USA  | Matt Grevers    | 52,82 s |
| 6     | JPN  | Ryōsuke Irie    | 53,22 s |
| 7     | BRA  | Guilherme Guido | 53,26 s |
| 8     | ROU  | Robert Glință   | 54,22 s |

#### 200 m Rücken
| Platz | Land | Athlet           | Zeit        |
| ----- | ---- | ---------------- | ----------- |
| 1     | RUS  | Jewgeni Rylow    | 1:53,40 min |
| 2     | USA  | Ryan Murphy      | 1:54,12 min |
| 3     | GBR  | Luke Greenbank   | 1:55,85 min |
| 4     | POL  | Radosław Kawęcki | 1:56,37 min |
| 5     | JPN  | Ryōsuke Irie     | 1:56,52 min |
| 6     | USA  | Jacob Pebley     | 1:56,72 min |
| 7     | HUN  | Ádám Telegdy     | 1:56,86 min |
| 8     | CAN  | Markus Thormeyer | 1:58,50 min |

#### 50 m Brust
| Platz | Land | Athlet              | Zeit          |
| ----- | ---- | ------------------- | ------------- |
| 1     | GBR  | Adam Peaty          | 26,06 s       |
| 2     | BRA  | Felipe Lima         | 26,66 s       |
| 3     | BRA  | João Gomes Júnior   | 26,69 s       |
| 4     | RUS  | Kirill Prigoda      | 26,72 s (NR)  |
| 5     | BLR  | Ilja Schymanowitsch | 26,85 s       |
| 6     | CHN  | Yan Zibei           | 26,86 s (=AS) |
| 7     | USA  | Michael Andrew      | 26,93 s       |
|       | ITA  | Fabio Scozzoli      | DSQ           |

#### 100 m Brust
| Platz | Land | Athlet          | Zeit         |
| ----- | ---- | --------------- | ------------ |
| 1     | GBR  | Adam Peaty      | 57,14 s      |
| 2     | GBR  | James Wilby     | 58,46 s      |
| 3     | CHN  | Yan Zibei       | 58,63 s (AS) |
| 4     | JPN  | Yasuhiro Koseki | 58,93 s      |
| 5     | RUS  | Kirill Prigoda  | 59,09 s      |
| 6     | USA  | Andrew Wilson   | 59,11 s      |
| 7     | KAZ  | Dmitri Balandin | 59,14 s      |
| 8     | RUS  | Anton Tschupkow | 59,19 s      |

#### 200 m Brust
| Platz | Land | Athlet             | Zeit             |
| ----- | ---- | ------------------ | ---------------- |
| 1     | RUS  | Anton Tschupkow    | 2:06,12 min (WR) |
| 2     | AUS  | Matthew Wilson     | 2:06,68 min      |
| 3     | JPN  | Ippei Watanabe     | 2:06,73 min      |
| 4     | AUS  | Zac Stubblety-Cook | 2:07,36 min      |
| 5     | GER  | Marco Koch         | 2:07,60 min      |
| 6     | USA  | Andrew Wilson      | 2:08,10 min      |
| 7     | KAZ  | Dmitri Balandin    | 2:08,25 min      |
| 8     | SWE  | Erik Persson       | 2:08,39 min      |

#### 50 m Schmetterling
| Platz | Land | Athlet            | Zeit             |
| ----- | ---- | ----------------- | ---------------- |
| 1     | USA  | Caeleb Dressel    | 22,35 s (CR, AM) |
| 2     | RUS  | Oleg Kostin       | 22,70 s (NR)     |
| 3     | BRA  | Nicholas Santos   | 22,79 s          |
| 4     | USA  | Michael Andrew    | 22,80 s          |
| 5     | HUN  | Szebasztián Szabó | 22,90 s          |
| 6     | UKR  | Andrij Howorow    | 22,91 s          |
| 7     | GBR  | Benjamin Proud    | 23,01 s          |
| 8     | RUS  | Andrei Schilkin   | 23,11 s          |

#### 100 m Schmetterling
| Platz | Land | Athlet         | Zeit         |
| ----- | ---- | -------------- | ------------ |
| 1     | USA  | Caeleb Dressel | 49,66 s      |
| 2     | RUS  | Andrei Minakow | 50,83 s (NR) |
| 3     | RSA  | Chad le Clos   | 51,16 s      |
| 4     | HUN  | Kristóf Milák  | 51,26 s      |
| 5     | FRA  | Mehdy Metella  | 51,38 s      |
| 6     | AUS  | Matthew Temple | 51,51 s      |
| 7     | GBR  | James Guy      | 51,62 s      |
| 8     | GER  | Marius Kusch   | 51,66 s      |

#### 200 m Schmetterling
| Platz | Land | Athlet            | Zeit             |
| ----- | ---- | ----------------- | ---------------- |
| 1     | HUN  | Kristóf Milák     | 1:50,73 min (WR) |
| 2     | JPN  | Daiya Seto        | 1:53,86 min      |
| 3     | RSA  | Chad le Clos      | 1:54,15 min      |
| 4     | ITA  | Federico Burdisso | 1:54,39 min      |
| 5     | UKR  | Denys Kessil      | 1:54,79 min (NR) |
| 6     | USA  | Zach Harting      | 1:55,69 min      |
| 7     | BRA  | Leonardo de Deus  | 1:55,96 min      |
| 8     | HUN  | Tamás Kenderesi   | 1:57,10 min      |

#### 200 m Lagen
| Platz | Land | Athlet             | Zeit        |
| ----- | ---- | ------------------ | ----------- |
| 1     | JPN  | Daiya Seto         | 1:56,14 min |
| 2     | SUI  | Jérémy Desplanches | 1:56,56 min |
| 3     | USA  | Chase Kalisz       | 1:56,78 min |
| 4     | GER  | Philip Heintz      | 1:56,86 min |
| 5     | GBR  | Duncan Scott       | 1:56,91 min |
| 6     | CHN  | Wang Shun          | 1:56,97 min |
| 7     | AUS  | Mitch Larkin       | 1:57,32 min |
| 8     | USA  | Abrahm DeVine      | 1:57,66 min |

#### 400 m Lagen
| Platz | Land | Athlet            | Zeit             |
| ----- | ---- | ----------------- | ---------------- |
| 1     | JPN  | Daiya Seto        | 4:08,95 min      |
| 2     | USA  | Jay Litherland    | 4:09,22 min      |
| 3     | NZL  | Lewis Clareburt   | 4:12,07 min      |
| 4     | ESP  | Joan Lluís Pons   | 4:13,30 min (NR) |
| 5     | HUN  | Péter Bernek      | 4:13,83 min      |
| 6     | AZE  | Maksym Schemberew | 4:14,10 min      |
| 7     | GBR  | Max Litchfield    | 4:14,75 min      |
| 8     | NED  | Arjan Knipping    | 4:17,06 min      |

#### 4 × 100 m Freistil
| Platz | Land | Athleten                                                                                                   | Zeit             |
| ----- | ---- | --- | ---------------- |
| 1     | USA  | Caeleb Dressel (47,63 s) Blake Pieroni (47,49 s) Zach Apple (46,86 s) Nathan Adrian (47,08 s)              | 3:09,06 min (CR) |
| 2     | RUS  | Wladislaw Grinew (47,83 s) Wladimir Morosow (47,62 s) Kliment Kolesnikow (47,50 s) Jewgeni Rylow (47,02 s) | 3:09,97 min      |
| 3     | AUS  | Cameron McEvoy (48,44 s) Clyde Lewis (47,61 s) Alexander Graham (48,11 s) Kyle Chalmers (47,06 s)          | 3:11,22 min      |
| 4     | ITA  | Santo Condorelli (48,72 s) Manuel Frigo (47,29 s) Luca Dotto (47,81 s) Alessandro Miressi (47,57 s)        | 3:11,39 min      |
| 5     | GBR  | Duncan Scott (47,97 s) James Guy (47,72 s) Benjamin Proud (48,27 s) Scott McLay (47,85 s)                  | 3:11,81 min      |
| 6     | BRA  | Marcelo Chierighini (48,10 s) Pedro Spajari (48,14 s) Bruno Fratus (47,78 s) Breno Correia (47,97 s)       | 3:11,99 min      |
| 7     | HUN  | Dominik Kozma (48,59 s) Kristóf Milák (48,05 s) Péter Holoda (48,53 s) Nándor Németh (47,68 s)             | 3:12,85 min      |
| 8     | FRA  | Clément Mignon (48,25 s) Jérémy Stravius (48,33 s) Tom Paco Pedroni (48,92 s) Mehdy Metella (47,84 s)      | 3:13,34 min      |

#### 4 × 200 m Freistil
| Platz | Land | Athleten | Zeit             |
| ----- | ---- | --- | ---------------- |
| 1     | AUS  | Clyde Lewis (1:45,58 min) Kyle Chalmers (1:45,37 min) Alexander Graham (1:45,05 min) Mack Horton (1:44,85 min)                       | 7:00,85 min (OC) |
| 2     | RUS  | Michail Dowgaljuk (1:45,56 min) Michail Wekowischtschew (1:45,45 min) Alexander Krasnych (1:45,38 min) Martin Maljutin (1:45,42 min) | 7:01,81 min      |
| 3     | USA  | Andrew Seliskar (1:45,81 min) Blake Pieroni (1:44,98 min) Zach Apple (1:46,03 min) Townley Haas (1:45,16 min)                        | 7:01,98 min      |
| 4     | ITA  | Filippo Megli (1:45,86 min) Gabriele Detti (1:45,30 min) Stefano Ballo (1:45,27 min) Stefano Di Cola (1:45,58 min)                   | 7:02,01 min (NR) |
| 5     | GBR  | Duncan Scott (1:44,91 min) (NR) Calum Jarvis (1:45,58 min) Thomas Dean (1:46,10 min) James Guy (1:45,45 min)                         | 7:02,04 min      |
| 6     | CHN  | Ji Xinjie (1:45,48 min) Wang Shun (1:46,17 min) Xu Jiayu (1:48,13 min) Sun Yang (1:44,96 min)                                        | 7:04,74 min      |
| 7     | BRA  | Luiz Altamir Melo (1:47,72 min) Fernando Scheffer (1:45,97 min) João de Lucca (1:47,11 min) Breno Correia (1:46,84 min)              | 7:07,64 min      |
| 8     | GER  | Poul Zellmann (1:47,19 min) Rafael Miroslaw (1:47,20 min) Jacob Heidtmann (1:46,16 min) Damian Wierling (1:47,10 min)                | 7:07,65 min      |

#### 4 × 100 m Lagen
| Platz | Land | Athleten | Zeit             |
| ----- | ---- | --- | ---------------- |
| 1     | GBR  | Luke Greenbank (53,95 s) Adam Peaty (57,20 s) James Guy (50,81 s) Duncan Scott (46,14 s)                      | 3:28,10 min (ER) |
| 2     | USA  | Ryan Murphy (52,92 s) Andrew Wilson (58,65 s) Caeleb Dressel (49,28 s) Nathan Adrian (47,60 s)                | 3:28,45 min      |
| 3     | RUS  | Jewgeni Rylow (52,57 s) Kirill Prigoda (58,68 s) Andrei Minakow (50,54 s) Wladimir Morosow (47,02 s)          | 3:28,81 min (NR) |
| 4     | JPN  | Ryōsuke Irie (53,54 s) Yasuhiro Koseki (58,16 s) Naoki Mizunuma (51,16 s) Katsumi Nakamura (47,49 s)          | 3:30,35 min      |
| 5     | AUS  | Mitch Larkin (53,16 s) Matthew Wilson (59,67 s) Matthew Temple (50,99 s) Kyle Chalmers (46,60 s)              | 3:30,42 min      |
| 6     | BRA  | Guilherme Guido (53,20 s) João Gomes Júnior (58,80 s) Vinícius Lanza (51,29 s) Marcelo Chierighini (47,57 s)  | 3:30,86 min      |
| 7     | CHN  | Xu Jiayu (52,97 s) Yan Zibei (58,26 s) Li Zhuhao (51,72 s) Cao Jiwen (48,66 s)                                | 3:31,61 min      |
| 8     | GER  | Christian Diener (54,83 s) Fabian Schwingenschlögl (59,26 s) Marius Kusch (50,79 s) Damian Wierling (47,98 s) | 3:32,86 min      |

### Frauen

#### 50 m Freistil
| Platz | Land | Athletin            | Zeit    |
| ----- | ---- | ------------------- | ------- |
| 1     | USA  | Simone Manuel       | 24,05 s |
| 2     | SWE  | Sarah Sjöström      | 24,07 s |
| 3     | AUS  | Cate Campbell       | 24,11 s |
| 4     | DEN  | Pernille Blume      | 24,12 s |
| 5     | RUS  | Marija Kamenewa     | 24,31 s |
| 6     | NED  | Ranomi Kromowidjojo | 24,35 s |
| 7     | GBR  | Anna Hopkin         | 24,40 s |
| 8     | AUS  | Bronte Campbell     | 24,48 s |

#### 100 m Freistil
| Platz | Land | Athletin          | Zeit         |
| ----- | ---- | ----------------- | ------------ |
| 1     | USA  | Simone Manuel     | 52,04 s (AM) |
| 2     | AUS  | Cate Campbell     | 52,43 s      |
| 3     | SWE  | Sarah Sjöström    | 52,46 s      |
| 4     | AUS  | Emma McKeon       | 52,75 s      |
| 5     | CAN  | Taylor Ruck       | 53,03 s      |
| 6     | NED  | Femke Heemskerk   | 53,05 s      |
| 7     | USA  | Mallory Comerford | 53,22 s      |
| 8     | GBR  | Freya Anderson    | 53,44 s      |

#### 200 m Freistil
| Platz | Land | Athletin            | Zeit             |
| ----- | ---- | ------------------- | ---------------- |
| 1     | ITA  | Federica Pellegrini | 1:54,22 min      |
| 2     | AUS  | Ariarne Titmus      | 1:54,66 min      |
| 3     | SWE  | Sarah Sjöström      | 1:54,78 min      |
| 4     | HKG  | Siobhan Haughey     | 1:54,98 min      |
| 5     | CHN  | Yang Junxuan        | 1:55,43 min (WJ) |
| 6     | CAN  | Penny Oleksiak      | 1:56,59 min      |
| 7     | FRA  | Charlotte Bonnet    | 1:56,95 min      |
| 8     | JPN  | Rio Shirai          | 1:57,14 min      |

#### 400 m Freistil
| Platz | Land | Athletin             | Zeit             |
| ----- | ---- | -------------------- | ---------------- |
| 1     | AUS  | Ariarne Titmus       | 3:58,76 min (OC) |
| 2     | USA  | Katie Ledecky        | 3:59,97 min      |
| 3     | USA  | Leah Smith           | 4:01,29 min      |
| 4     | HUN  | Ajna Késely          | 4:01,31 min (NR) |
| 5     | CHN  | Wang Jianjiahe       | 4:03,67 min      |
| 6     | HUN  | Boglárka Kapás       | 4:05,36 min      |
| 7     | RUS  | Anna Jegorowa        | 4:06,16 min      |
| 8     | RUS  | Weronika Andrussenko | 4:08,60 min      |

#### 800 m Freistil
| Platz | Land | Athletin          | Zeit             |
| ----- | ---- | ----------------- | ---------------- |
| 1     | USA  | Katie Ledecky     | 8:13,58 min      |
| 2     | ITA  | Simona Quadarella | 8:14,99 min      |
| 3     | AUS  | Ariarne Titmus    | 8:15,70 min (OC) |
| 4     | GER  | Sarah Köhler      | 8:16,43 min      |
| 5     | USA  | Leah Smith        | 8:17,10 min      |
| 6     | CHN  | Wang Jianjiahe    | 8:18,57 min      |
| 7     | AUS  | Kiah Melverton    | 8:25,07 min      |
| 8     | ESP  | Mireia Belmonte   | 8:25,51 min      |

#### 1500 m Freistil
| Platz | Land | Athletin          | Zeit              |
| ----- | ---- | ----------------- | ----------------- |
| 1     | ITA  | Simona Quadarella | 15:40,89 min (NR) |
| 2     | GER  | Sarah Köhler      | 15:48,83 min (NR) |
| 3     | CHN  | Wang Jianjiahe    | 15:51,00 min      |
| 4     | USA  | Ashley Twichell   | 15:54,19 min      |
| 5     | AUS  | Maddy Gough       | 15:59,40 min      |
| 6     | HUN  | Ajna Késely       | 16:01,35 min      |
| 7     | AUS  | Kiah Melverton    | 16:01,38 min      |
| 8     | ESP  | Mireia Belmonte   | 16:02,10 min      |

#### 50 m Rücken
| Platz | Land | Athletin           | Zeit    |
| ----- | ---- | ------------------ | ------- |
| 1     | USA  | Olivia Smoliga     | 27,33 s |
| 2     | BRA  | Etiene Medeiros    | 27,44 s |
| 3     | RUS  | Darja Waskina      | 27,51 s |
| 4     | GBR  | Georgia Davies     | 27,65 s |
| 4     | AUS  | Kaylee McKeown     | 27,65 s |
| 6     | USA  | Kathleen Baker     | 27,69 s |
| 7     | AUT  | Caroline Pilhatsch | 27,78 s |
| 8     | NED  | Kira Toussaint     | 27,85 s |

#### 100 m Rücken
| Platz | Land | Athletin       | Zeit    |
| ----- | ---- | -------------- | ------- |
| 1     | CAN  | Kylie Masse    | 58,60 s |
| 2     | AUS  | Minna Atherton | 58,85 s |
| 3     | USA  | Olivia Smoliga | 58,91 s |
| 4     | CAN  | Taylor Ruck    | 58,96 s |
| 5     | AUS  | Kaylee McKeown | 59,10 s |
| 6     | USA  | Kathleen Baker | 59,56 s |
| 6     | JPN  | Natsumi Sakai  | 59,56 s |
| 8     | RUS  | Darja Waskina  | 59,74 s |

#### 200 m Rücken
| Platz | Land | Athletin            | Zeit        |
| ----- | ---- | ------------------- | ----------- |
| 1     | USA  | Regan Smith         | 2:03,69 min |
| 2     | AUS  | Kaylee McKeown      | 2:06,26 min |
| 3     | CAN  | Kylie Masse         | 2:06,62 min |
| 4     | ITA  | Margherita Panziera | 2:06,67 min |
| 5     | CAN  | Taylor Ruck         | 2:07,50 min |
| 6     | AUS  | Minna Atherton      | 2:08,26 min |
| 7     | HUN  | Katalin Burián      | 2:08,65 min |
| 8     | HUN  | Katinka Hosszú      | 2:10,08 min |

#### 50 m Brust
| Platz | Land | Athletin         | Zeit    |
| ----- | ---- | ---------------- | ------- |
| 1     | USA  | Lilly King       | 29,84 s |
| 2     | ITA  | Benedetta Pilato | 30,00 s |
| 3     | RUS  | Julija Jefimowa  | 30,15 s |
| 4     | JAM  | Alia Atkinson    | 30,34 s |
| 5     | ITA  | Martina Carraro  | 30,49 s |
| 6     | AUS  | Jessica Hansen   | 30,84 s |
| 7     | GER  | Anna Elendt      | 31,06 s |
| 8     | FIN  | Ida Hulkko       | 31,23 s |

#### 100 m Brust
| Platz | Land | Athletin            | Zeit        |
| ----- | ---- | ------------------- | ----------- |
| 1     | USA  | Lilly King          | 1:04,93 min |
| 2     | RUS  | Julija Jefimowa     | 1:05,49 min |
| 3     | ITA  | Martina Carraro     | 1:06,36 min |
| 4     | JPN  | Reona Aoki          | 1:06,40 min |
| 5     | CHN  | Yu Jingyao          | 1:06,56 min |
| 6     | RSA  | Tatjana Schoenmaker | 1:06,60 min |
| 7     | GBR  | Molly Renshaw       | 1:06,96 min |
| 8     | ITA  | Arianna Castiglioni | 1:07,06 min |

#### 200 m Brust
| Platz | Land | Athletin            | Zeit        |
| ----- | ---- | ------------------- | ----------- |
| 1     | RUS  | Julija Jefimowa     | 2:20,17 min |
| 2     | RSA  | Tatjana Schoenmaker | 2:22,52 min |
| 3     | CAN  | Sydney Pickrem      | 2:22,90 min |
| 4     | CHN  | Ye Shiwen           | 2:23,15 min |
| 5     | GBR  | Molly Renshaw       | 2:23,78 min |
| 6     | CAN  | Kelsey Wog          | 2:25,14 min |
| 7     | BEL  | Fanny Lecluyse      | 2:25,23 min |
| 8     | RSA  | Kaylene Corbett     | 2:26,62 min |

#### 50 m Schmetterling
| Platz | Land | Athletin            | Zeit    |
| ----- | ---- | ------------------- | ------- |
| 1     | SWE  | Sarah Sjöström      | 25,02 s |
| 2     | NED  | Ranomi Kromowidjojo | 25,35 s |
| 3     | EGY  | Farida Osman        | 25,47 s |
| 4     | USA  | Kelsi Dahlia        | 25,48 s |
| 5     | FRA  | Marie Wattel        | 25,50 s |
| 6     | CAN  | Penny Oleksiak      | 25,69 s |
| 7     | DEN  | Jeanette Ottesen    | 25,76 s |
| 8     | AUS  | Brianna Throssell   | 26,11 s |

#### 100 m Schmetterling
| Platz | Land | Athletin          | Zeit    |
| ----- | ---- | ----------------- | ------- |
| 1     | CAN  | Maggie MacNeil    | 55,83 s |
| 2     | SWE  | Sarah Sjöström    | 56,22 s |
| 3     | AUS  | Emma McKeon       | 56,61 s |
| 4     | ITA  | Elena Di Liddo    | 57,07 s |
| 5     | AUS  | Brianna Throssell | 57,09 s |
| 6     | USA  | Kelsi Dahlia      | 57,11 s |
| 7     | SWE  | Louise Hansson    | 57,16 s |
| 8     | FRA  | Marie Wattel      | 57,29 s |

#### 200 m Schmetterling
| Platz | Land | Athletin            | Zeit      |
| ----- | ---- | ------------------- | --------- |
| 1     | HUN  | Boglárka Kapás      | 2:06,78 s |
| 2     | USA  | Hali Flickinger     | 2:06,95 s |
| 3     | USA  | Katie Drabot        | 2:07,04 s |
| 4     | GER  | Franziska Hentke    | 2:07,30 s |
| 5     | GBR  | Alys Thomas         | 2:07,48 s |
| 6     | HUN  | Liliána Szilágyi    | 2:07,68 s |
| 7     | RUS  | Swetlana Tschimrowa | 2:08,70 s |
| 8     | GBR  | Laura Stephens      | 2:09,35 s |

#### 200 m Lagen
| Platz | Land | Athletin         | Zeit        |
| ----- | ---- | ---------------- | ----------- |
| 1     | HUN  | Katinka Hosszu   | 2:07,53 min |
| 2     | CHN  | Ye Shiwen        | 2:08,60 min |
| 3     | CAN  | Sydney Pickrem   | 2:08,70 min |
| 4     | USA  | Melanie Margalis | 2:08,91 min |
| 5     | JPN  | Rika Omoto       | 2:09,32 min |
| 6     | KOR  | Kim Seo-yeong    | 2:10,12 min |
| 7     | GBR  | Siobhan O’Connor | 2:10,43 min |
|       | JPN  | Yui Ōhashi       | DSQ         |

#### 400 m Lagen
| Platz | Land | Athletin          | Zeit        |
| ----- | ---- | ----------------- | ----------- |
| 1     | HUN  | Katinka Hosszú    | 4:30,39 min |
| 2     | CHN  | Ye Shiwen         | 4:32,07 min |
| 3     | JPN  | Yui Ohashi        | 4:32,33 min |
| 4     | CAN  | Sydney Pickrem    | 4:36,72 min |
| 5     | CAN  | Emily Overholt    | 4:37,42 min |
| 6     | USA  | Ally McHugh       | 4:38,34 min |
| 7     | HUN  | Zsuzsanna Jakabos | 4:39,15 min |
| 8     | FRA  | Fantine Lesaffre  | 4:39,68 min |

#### 4 × 100 m Freistil
| Platz | Land | Athletinnen                                                                                           | Zeit             |
| ----- | ---- | --- | ---------------- |
| 1     | AUS  | Bronte Campbell (52,85 s) Brianna Throssell (53,34 s) Emma McKeon (52,57 s) Cate Campbell (51,45 s)   | 3:30,21 min (CR) |
| 2     | USA  | Mallory Comerford (52,98 s) Abbey Weitzeil (52,66 s) Kelsi Dahlia (53,46 s) Simone Manuel (51,92 s)   | 3:31,02 min (AM) |
| 3     | CAN  | Kayla Sanchez (53,72 s) Taylor Ruck (52,19 s) Penny Oleksiak (52,69 s) Maggie MacNeil (53,18 s)       | 3:31,78 min (NR) |
| 4     | NED  | Kim Busch (55,23 s) Ranomi Kromowidjojo (52,92 s) Kira Toussaint (54,76 s) Femke Heemskerk (52,41 s)  | 3:35,32 min      |
| 5     | CHN  | Yang Junxuan (53,68 s) Zhu Menghui (53,39 s) Wu Qingfeng (54,26 s) Wang Jingzhuo (54,50 s)            | 3:35,83 min      |
| 6     | SWE  | Sarah Sjöström (52,23 s) Michelle Coleman (53,88 s) Louise Hansson (54,33 s) Sophie Hansson (55,89 s) | 3:36,33 min      |
| 7     | JPN  | Tomomi Aoki (54,62 s) Aya Sato (53,91 s) Rio Shirai (54,23 s) Rika Omoto (54,03 s)                    | 3:36,79 min      |
| 8     | GER  | Jessica Steiger (54,59 s) Julia Mrozinski (55,02 s) Reva Foos (54,72 s) Annika Bruhn (54,74 s)        | 3:39,07 min      |

#### 4 × 200 m Freistil
| Platz | Land | Athletinnen | Zeit             |
| ----- | ---- | --- | ---------------- |
| 1     | AUS  | Ariarne Titmus (1:54,27 min) (OC) Madison Wilson (1:56,73 min) Brianna Throssell (1:55,60 min) Emma McKeon (1:54,90 min)               | 7:41,50 min (WR) |
| 2     | USA  | Simone Manuel (1:56,09 min) Katie Ledecky (1:54,61 min) Melanie Margalis (1:55,81 min) Katie McLaughlin (1:55,36 min)                  | 7:41,87 min (AM) |
| 3     | CAN  | Kayla Sanchez (1:57,32 min) Taylor Ruck (1:56,41 min) Emily Overholt (1:56,26 min) Penny Oleksiak (1:54,36 min)                        | 7:44,35 min (NR) |
| 4     | CHN  | Yang Junxuan (1:56,41 min) Wang Jianjiahe (1:56,52 min) Li Bingjie (1:56,29 min) Zhang Yuhan (1:57,00 min)                             | 7:46,22 min      |
| 5     | RUS  | Anna Jegorowa (1:58,19 min) Anastassija Guschenkowa (1:56,43 min) Walerija Salamatina (1:56,93 min) Weronika Andrussenko (1:56,70 min) | 7:48,25 min (NR) |
| 6     | HUN  | Ajna Késely (1:59,60 min) Evelyn Verrasztó (1:59,74 min) Zsuzsanna Jakabos (1:57,63 min) Katinka Hosszú (1:57,60 min)                  | 7:54,57 min      |
| 7     | GER  | Reva Foos (1:59,81 min) Isabel Marie Gose (1:57,99 min) Marie Pietruschka (1:59,04 min) Annika Bruhn (1:58,79 min)                     | 7:55,63 min      |
| 8     | JPN  | Rio Shirai (1:59,88 min) Chihiro Igarashi (1:58,81 min) Tomomi Aoki (1:58,32 min) Nagisa Ikemoto (1:59,30 min)                         | 7:56,31 min      |

#### 4 × 100 m Lagen
| Platz | Land | Athletinnen | Zeit             |
| ----- | ---- | --- | ---------------- |
| 1     | USA  | Regan Smith (57,57 s) (WR) Lilly King (1:04,81 min) Kelsi Dahlia (56,16 s) Simone Manuel (51,86 s)                 | 3:50,40 min (WR) |
| 2     | AUS  | Minna Atherton (59,06 s) Jessica Hansen (1:06,08 min) Emma McKeon (56,32 s) Cate Campbell (51,96 s)                | 3:53,42 min      |
| 3     | CAN  | Kylie Masse (59,12 s) Sydney Pickrem (1:06,42 min) Maggie MacNeil (55,56 s) Penny Oleksiak (52,48 s)               | 3:53,58 min      |
| 4     | ITA  | Margherita Panziera (59,77 s) Martina Carraro (1:06,87 min) Elena Di Liddo (57,33 s) Federica Pellegrini (52,53 s) | 3:56,50 min      |
| 5     | CHN  | Chen Jie (1:00,89 min) Yu Jingyao (1:06,42 min) Zhang Yufei (56,44 s) Yang Junxuan (53,36 s)                       | 3:57,11 min      |
| 6     | JPN  | Natsumi Sakai (59,48 s) Reona Aoki (1:06,58 min) Hiroko Makino (58,22 s) Rika Omoto (53,86 s)                      | 3:58,14 min      |
| 7     | SWE  | Michelle Coleman (1:01,42 min) Sophie Hansson (1:07,20 min) Louise Hansson (57,23 s) Sarah Sjöström (52,54 s)      | 3:58,39 min      |
| 8     | GBR  | Georgia Davies (59,55 s) Molly Renshaw (1:07,72 min) Alys Thomas (58,56 s) Freya Anderson (53,55 s)                | 3:59,38 min      |

### Mixed

#### 4 × 100 m Freistil
| Platz | Land | Athleten                                                                                                   | Zeit             |
| ----- | ---- | --- | ---------------- |
| 1     | USA  | Caeleb Dressel (47,34 s) Zach Apple (47,34 s) Mallory Comerford (52,72 s) Simone Manuel (52,00 s)          | 3:19,40 min (WR) |
| 2     | AUS  | Kyle Chalmers (47,37 s) Clyde Lewis (48,18 s) Emma McKeon (52,06 s) Bronte Campbell (52,36 s)              | 3:19,97 min (OC) |
| 3     | FRA  | Clément Mignon (48,44 s) Mehdy Metella (47,78 s) Charlotte Bonnet (52,87 s) Marie Wattel (53,02 s)         | 3:22,11 min      |
| 4     | CAN  | Markus Thormeyer (48,84 s) Yuri Kisil (48,58 s) Taylor Ruck (53,12 s) Penny Oleksiak (52,00 s)             | 3:22,54 min      |
| 5     | RUS  | Wladislaw Grinew (48,42 s) Wladimir Morosow (47,31 s) Marija Kamenewa (52,95 s) Darja Ustinowa (54,04 s)   | 3:22,72 min      |
| 6     | NED  | Kyle Stolk (48,97 s) Jesse Puts (47,84 s) Femke Heemskerk (52,81 s) Ranomi Kromowidjojo (53,86 s)          | 3:23,48 min      |
| 7     | JPN  | Katsumi Nakamura (48,49 s) Katsuhiro Matsumoto (47,99 s) Rika Omoto (54,36 s) Aya Sato (53,83 s)           | 3:24,67 min (AS) |
| 8     | ITA  | Manuel Frigo (48,80 s) Alessandro Miressi (48,27 s) Ilaria Bianchi (54,81 s) Federica Pellegrini (53,70 s) | 3:25,58 min      |

#### 4 × 100 m Lagen
| Platz | Land | Athleten | Zeit             |
| ----- | ---- | --- | ---------------- |
| 1     | AUS  | Mitch Larkin (53,47 s) Matthew Wilson (58,37 s) Emma McKeon (56,14 s) Cate Campbell (51,10 s)                    | 3:39,08 min      |
| 2     | USA  | Ryan Murphy (52,46 s) Lilly King (1:04,94 s) Caeleb Dressel (49,33 s) Simone Manuel (52,37 s)                    | 3:39,10 min      |
| 3     | GBR  | Georgia Davies (59,25 s) Adam Peaty (57,73 s) James Guy (50,72 s) Freya Anderson (52,98 s)                       | 3:40,68 min      |
| 4     | RUS  | Jewgeni Rylow (51,97 s) Kirill Prigoda (58,22 s) Swetlana Tschimrowa (57,79 s) Marija Kamenewa (52,80 s)         | 3:40,78 min (NR) |
| 5     | CAN  | Kylie Masse (58,97 s) Richard Funk (59,51 s) Margaret MacNeil (56,74 s) Yuri Kisil (47,84 s)                     | 3:43,06 min      |
| 6     | ITA  | Simone Sabbioni (53,50 s) Fabio Scozzoli (59,70 s) Elena Di Liddo (57,31 s) Federica Pellegrini (52,76 s)        | 3:43,27 min      |
| 7     | GER  | Laura Riedemann (1:00,01 min) Fabian Schwingenschlögl (59,12 s) Marius Kusch (51,37 s) Jessica Steiger (54,57 s) | 3:45,07 min      |
|       | NED  | Kira Toussaint Arno Kamminga Mathys Goosen Femke Heemskerk                                                       | DSQ              |

## Ergebnisse Freiwasserschwimmen

### Männer

#### 5 km
| Platz | Land | Athlet            | Zeit        |
| ----- | ---- | ----------------- | ----------- |
| 1     | HUN  | Kristóf Rasovszky | 53:22,1 min |
| 2     | FRA  | Logan Fontaine    | 53:32,2 min |
| 3     | CAN  | Eric Hedlin       | 53:32,4 min |
| 4     | CZE  | Matěj Kozubek     | 53:33,6 min |
| 5     | ITA  | Domenico Acerenza | 53:34,0 min |
| 6     | HUN  | Dániel Székelyi   | 53:34,4 min |
| 7     | AUS  | Bailey Armstrong  | 53:34,8 min |
| 8     | RUS  | Kirill Abrossimow | 53:35,5 min |

#### 10 km
| Platz | Land | Athlet               | Zeit        |
| ----- | ---- | -------------------- | ----------- |
| 1     | GER  | Florian Wellbrock    | 1:47:55,9 h |
| 2     | FRA  | Marc-Antoine Olivier | 1:47:56,1 h |
| 3     | GER  | Rob Muffels          | 1:47:57,4 h |
| 4     | HUN  | Kristóf Rasovszky    | 1:47:59,5 h |
| 5     | USA  | Jordan Wilimovsky    | 1:48:01,0 h |
| 6     | ITA  | Gregorio Paltrinieri | 1:48:01,0 h |
| 7     | NED  | Ferry Weertman       | 1:48:01,9 h |
| 8     | ESP  | Alberto Martínez     | 1:48:02,2 h |

#### 25 km
| Platz | Land | Athlet              | Zeit        |
| ----- | ---- | ------------------- | ----------- |
| 1     | FRA  | Axel Reymond        | 4:51:06,2 h |
| 2     | RUS  | Kirill Beljajew     | 4:51:06,5 h |
| 3     | ITA  | Alessio Occhipinti  | 4:51:09,5 h |
| 4     | ITA  | Simone Ruffini      | 4:51:14,9 h |
| 5     | AUS  | Kai Graeme Edwards  | 4:51:17,2 h |
| 6     | RUS  | Jewgeni Dratzew     | 4:51:19,6 h |
| 7     | ESP  | Alberto Martínez    | 4:51:44,1 h |
| 8     | GER  | Andreas Waschburger | 4:52:26,3 h |

### Frauen

#### 5 km
| Platz | Land | Athlet                | Zeit        |
| ----- | ---- | --------------------- | ----------- |
| 1     | BRA  | Ana Marcela Cunha     | 57:56,0 min |
| 2     | FRA  | Aurélie Muller        | 57:57,0 min |
| 3     | USA  | Hannah Moore          | 57:58,0 min |
| 3     | GER  | Leonie Beck           | 57:58,0 min |
| 5     | ITA  | Rachele Bruni         | 57:58,7 min |
| 6     | ITA  | Giulia Gabbrielleschi | 57:59,0 min |
| 7     | USA  | Ashley Twichell       | 58:00,0 min |
| 8     | CHN  | Hou Yawen             | 58:00,9 min |

#### 10 km
| Platz | Land | Athlet            | Zeit        |
| ----- | ---- | ----------------- | ----------- |
| 1     | CHN  | Xin Xin           | 1:54:47,2 h |
| 2     | USA  | Haley Anderson    | 1:54:48,1 h |
| 3     | ITA  | Rachele Bruni     | 1:54:49,9 h |
| 4     | FRA  | Lara Grangeon     | 1:54:50,0 h |
| 5     | BRA  | Ana Marcela Cunha | 1:54:50,5 h |
| 6     | USA  | Ashley Twichell   | 1:54:50,5 h |
| 7     | AUS  | Kareena Lee       | 1:54:50,5 h |
| 8     | GER  | Finnia Wunram     | 1:54:50,7 h |

#### 25 km
| Platz | Land | Athletin          | Zeit        |
| ----- | ---- | ----------------- | ----------- |
| 1     | BRA  | Ana Marcela Cunha | 5:08:03,0 h |
| 2     | GER  | Finnia Wunram     | 5:08:11,6 h |
| 3     | FRA  | Lara Grangeon     | 5:08:21,2 h |
| 4     | FRA  | Lisa Pou          | 5:08:28,4 h |
| 5     | USA  | Erica Sullivan    | 5:11:23,2 h |
| 6     | HUN  | Anna Olasz        | 5:11:51,5 h |
| 7     | ITA  | Arianna Bridi     | 5:11:52,6 h |
| 8     | HUN  | Onon Sömenek      | 5:11:54,7 h |

### Gemischte Staffel

#### 5 km Team
| Platz | Land | Athleten                                                                   | Zeit        |
| ----- | ---- | -------------------------------------------------------------------------- | ----------- |
| 1     | GER  | Lea Boy Sarah Köhler Sören Meißner Rob Muffels                             | 53:58,7 min |
| 2     | ITA  | Rachele Bruni Giulia Gabbrielleschi Domenico Acerenza Gregorio Paltrinieri | 53:58,9 min |
| 3     | USA  | Haley Anderson Jordan Wilimovsky Ashley Twichell Michael Brinegar          | 53:59,0 min |
| 4     | BRA  | Ana Marcela Cunha Viviane Jungblut Diogo Villarinho Fernando Ponte         | 54:24,5 min |
| 5     | AUS  | Chelsea Gubecka Hayden Cotter Kareena Lee Nicholas Sloman                  | 54:36,8 min |
| 6     | FRA  | Lara Grangeon David Aubry Aurélie Muller Marc-Antoine Olivier              | 54:37,1 min |
| 7     | NED  | Esmee Vermeulen Sharon van Rouwendaal Pepijn Smits Ferry Weertman          | 54:37,2 min |
| 8     | HUN  | Réka Rohács Gergely Gyurta Anna Olasz Kristóf Rasovszky                    | 55:02,7 min |

## Ergebnisse Synchronschwimmen

### Kombination
| Platz | Land | Athletinnen | Punkte  |
| ----- | ---- | --- | ------- |
| 1     | RUS  | Anastassija Archipowskaja Wlada Tschigirjowa Maija Doroschko Marina Goljadkina Michaela Kalantscha Weronika Kalinina Polina Komar Alla Schischkina Marija Schurotschkina Warwara Subbotina  | 98,0000 |
| 2     | CHN  | Chang Hao Cheng Wentao Feng Yu Guo Li Liang Xinping Sun Wenyan Tang Mengni Wang Qianyi Xiao Yanning Yin Chengxin                                                                            | 96,5667 |
| 3     | UKR  | Maryna Aleksijiwa Wladyslawa Aleksijiwa Walerija Apreljewa Weronika Hryschko Oleksandra Kowalenko Jana Narischna Kateryna Resnik Anastassija Sawtschuk Alina Schynkarenko Jelysaweta Jachno | 94,5333 |
| 4     | JPN  | Juka Fukumura Yukiko Inui Moeka Kijima Hinata Kumagai Okina Kyogoku Kei Marumo Mayu Tsukamoto Akane Yanagisawa Mashiro Yasunaga Megumu Yoshida                                              | 93,2333 |
| 5     | ITA  | Beatrice Callegari Domiziana Cavanna Linda Cerruti Francesca Deidda Costanza Di Camillo Costanza Ferro Gemma Galli Alessia Pezone Enrica Piccoli Federica Sala                              | 91,4667 |
| 6     | GRE  | Eleni Fragkaki Krystalenia Gialama Danai Kariori Vasiliki Kofidi Olga Kourgiantaki Anastasia Koutselini Evangelia Papazoglou Evangelia Platanioti Georgia Vasilopoulou Violeta Zouzouni     | 87,6000 |
| 7     | ISR  | Eden Blecher Shelly Bobritsky Elina Chalemsky Maya Dorf Emili Green Gal Litman Nikol Nahshonov Ariel Nassee Tali Ostrovsky Yael Polka                                                       | 83,7667 |
| 8     | BRA  | Luisa Borges Maria Bruno Vitoria Casale Jullia Catharino Laura Miccuci Maria Eduarda Miccuci Lorena Molinos Gabriela Regly Giovana Stephan Anna Giulia Veloso                               | 83,6333 |

### Solo (technisches Programm)
| Platz | Land | Athletin                 | Punkte  |
| ----- | ---- | ------------------------ | ------- |
| 1     | RUS  | Swetlana Kolesnitschenko | 95,0023 |
| 2     | ESP  | Ona Carbonell            | 92,5002 |
| 3     | JPN  | Yukiko Inui              | 92,3084 |
| 4     | UKR  | Marta Fjedina            | 91,3014 |
| 5     | CAN  | Jacqueline Simoneau      | 89,2932 |
| 6     | ITA  | Linda Cerruti            | 88,0378 |
| 7     | GRE  | Evangelia Platanioti     | 86,2921 |
| 8     | AUT  | Vasiliki Alexandri       | 85,6098 |

### Duett (technisches Programm)
| Platz | Land | Athletinnen                                  | Punkte  |
| ----- | ---- | -------------------------------------------- | ------- |
| 1     | RUS  | Swetlana Kolesnitschenko Swetlana Romaschina | 95,9010 |
| 2     | CHN  | Huang Xuechen Sun Wenyan                     | 94,0072 |
| 3     | UKR  | Marta Fjedina Anastassija Sawtschuk          | 92,5847 |
| 4     | JPN  | Yukiko Inui Megumu Yoshida                   | 92,1116 |
| 5     | ITA  | Linda Cerruti Costanza Ferro                 | 90,1743 |
| 6     | CAN  | Claudia Holzner Jacqueline Simoneau          | 88,8659 |
| 7     | ESP  | Paula Ramírez Sara Saldaña                   | 87,2960 |
| 8     | AUT  | Anna-Maria Alexandri Eirini-Marina Alexandri | 87,0378 |

### Mannschaft (technisches Programm)
| Platz | Land | Athletinnen | Punkte  |
| ----- | ---- | --- | ------- |
| 1     | RUS  | Anastassija Archipowskaja Wlada Tschigirjowa Maija Doroschko Marina Goljadkina Weronika Kalinina Polina Komar Alla Schischkina Marija Schurotschkina         | 96,9426 |
| 2     | CHN  | Feng Yu Guo Li Huang Xuechen Liang Xinping Sun Wenyan Wang Qianyi Xiao Yanning Yin Chengxin                                                                  | 95,1543 |
| 3     | UKR  | Maryna Aleksijiwa Wladyslawa Aleksijiwa Marta Fjedina Jana Narischna Kateryna Resnik Anastassija Sawtschuk Alina Schynkarenko Jelysaweta Jachno              | 93,4514 |
| 4     | JPN  | Juka Fukumura Yukiko Inui Moeka Kijima Kei Marumo Kano Omata Mayu Tsukamoto Mashiro Yasunaga Megumu Yoshida                                                  | 92,7207 |
| 5     | ITA  | Beatrice Callegari Domiziana Cavanna Linda Cerruti Francesca Deidda Costanza Di Camillo Costanza Ferro Gemma Galli Enrica Piccoli                            | 91,0411 |
| 6     | ESP  | Berta Ferreras Carmen Juarez Meritxell Mas Elena Melián Paula Ramírez Sara Saldaña Iris Tió Blanca Toledano                                                  | 90,2506 |
| 7     | CAN  | Emily Armstrong Andrée-Anne Côté Camille Fiola-Dion Rebecca Harrower Claudia Holzner Audrey Joly Halle Pratt Jacqueline Simoneau                             | 89,4990 |
| 8     | GRE  | Eleni Fragkaki Krystalenia Gialama Maria Karapanagiotou Anastasia Koutselini Evangelia Papazoglou Evangelia Platanioti Georgia Vasilopoulou Violeta Zouzouni | 87,0863 |

### Mixed Duett (technisches Programm)
| Platz | Land | Athleten                               | Punkte  |
| ----- | ---- | -------------------------------------- | ------- |
| 1     | RUS  | Majja Gurbanberdijewa Alexander Malzew | 92,0749 |
| 2     | ITA  | Manila Flamini Giorgio Minisini        | 90,8511 |
| 3     | JPN  | Atsushi Abe Yumi Adachi                | 88,5113 |
| 4     | USA  | Bill May Natalia Vega                  | 86,9235 |
| 5     | CHN  | Shi Haoyu Zhang Yayi                   | 85,5881 |
| 6     | ESP  | Emma García Pau Ribes                  | 84,4015 |
| 7     | BRA  | Renan Souza Giovana Stephan            | 79,4495 |
| 8     | COL  | Jennifer Cerquera Gustavo Sánchez      | 77,5388 |

### Solo (freies Programm)
| Platz | Land | Athletin             | Punkte  |
| ----- | ---- | -------------------- | ------- |
| 1     | RUS  | Swetlana Romaschina  | 97,1333 |
| 2     | ESP  | Ona Carbonell        | 94,5667 |
| 3     | JPN  | Yukiko Inui          | 93,2000 |
| 4     | UKR  | Marta Fjedina        | 92,5667 |
| 5     | CAN  | Jacqueline Simoneau  | 90,7000 |
| 6     | ITA  | Linda Cerruti        | 90,4667 |
| 7     | GRE  | Evangelia Platanioti | 88,6667 |
| 8     | AUT  | Vasiliki Alexandri   | 87,1667 |

### Duett (freies Programm)
| Platz | Land | Athletinnen                                  | Punkte  |
| ----- | ---- | -------------------------------------------- | ------- |
| 1     | RUS  | Swetlana Kolesnitschenko Swetlana Romaschina | 97,5000 |
| 2     | CHN  | Huang Xuechen Sun Wenyan                     | 95,7667 |
| 3     | UKR  | Marta Fjedina Anastassija Sawtschuk          | 94,1000 |
| 4     | JPN  | Yukiko Inui Megumu Yoshida                   | 93,0000 |
| 5     | ESP  | Paula Ramírez Sara Saldaña                   | 91,7000 |
| 6     | ITA  | Linda Cerruti Costanza Ferro                 | 91,0000 |
| 7     | CAN  | Claudia Holzner Jacqueline Simoneau          | 89,7667 |
| 8     | FRA  | Charlotte Tremble Laura Tremble              | 88,0000 |

### Mixed Duett (freies Programm)
| Platz | Land | Athleten                               | Punkte  |
| ----- | ---- | -------------------------------------- | ------- |
| 1     | RUS  | Majja Gurbanberdijewa Alexander Malzew | 92,9667 |
| 2     | ITA  | Manila Flamini Giorgio Minisini        | 91,8333 |
| 3     | JPN  | Atsushi Abe Yumi Adachi                | 90,4000 |
| 4     | USA  | Bill May Natalia Vega                  | 88,3000 |
| 5     | ESP  | Emma García Pau Ribes                  | 86,3667 |
| 6     | CHN  | Shi Haoyu Cheng Wentao                 | 85,6667 |
| 7     | BRA  | Renan Souza Giovana Stephan            | 81,2333 |
| 8     | COL  | Jennifer Cerquera Gustavo Sánchez      | 78,7000 |

### Team (freies Programm)
| Platz | Land | Athletinnen | Punkte  |
| ----- | ---- | --- | ------- |
| 1     | RUS  | Anastassija Archipowskaja Wlada Tschigirjowa Marina Goljadkina Weronika Kalinina Polina Komar Alla Schischkina Marija Schurotschkina Warwara Subbotina       | 98,0000 |
| 2     | CHN  | Chang Hao Feng Yu Guo Li Huang Xuechen Liang Xinping Sun Wenyan Xiao Yanning Yin Chengxin                                                                    | 96,0333 |
| 3     | UKR  | Maryna Aleksijiwa Wladyslawa Aleksijiwa Marta Fjedina Jana Narischna Kateryna Resnik Anastassija Sawtschuk Alina Schynkarenko Jelysaweta Jachno              | 94,3667 |
| 4     | JPN  | Juka Fukumura Yukiko Inui Moeka Kijima Okina Kyogoku Mayu Tsukamoto Akane Yanagisawa Mashiro Yasunaga Megumu Yoshida                                         | 93,3667 |
| 5     | ITA  | Beatrice Callegari Linda Cerruti Francesca Deidda Costanza Di Camillo Costanza Ferro Gemma Galli Alessia Pezone Enrica Piccoli                               | 91,6000 |
| 6     | ESP  | Ona Carbonell Abril Conesa Berta Ferreras Meritxell Mas Paula Ramírez Sara Saldaña Iris Tió Blanca Toledano                                                  | 91,4000 |
| 7     | CAN  | Emily Armstrong Andrée-Anne Côté Camille Fiola-Dion Rebecca Harrower Claudia Holzner Audrey Joly Halle Pratt Jacqueline Simoneau                             | 90,1000 |
| 8     | GRE  | Eleni Fragkaki Krystalenia Gialama Maria Karapanagiotou Anastasia Koutselini Evangelia Papazoglou Evangelia Platanioti Georgia Vasilopoulou Violeta Zouzouni | 88,3333 |

### Highlight
| Platz | Land | Athletinnen | Punkte  |
| ----- | ---- | --- | ------- |
| 1     | UKR  | Maryna Aleksijiwa Wladyslawa Aleksijiwa Walerija Apreljewa Weronika Hryschko Oleksandra Kowalenko Jana Narischna Kateryna Resnik Anastassija Sawtschuk Alina Schynkarenko Jelysaweta Jachno            | 94,5000 |
| 2     | ITA  | Beatrice Callegari Domiziana Cavanna Linda Cerruti Francesca Deidda Costanza Di Camillo Costanza Ferro Gemma Galli Alessia Pezone Enrica Piccoli Federica Sala                                         | 91,7333 |
| 3     | ESP  | Leyre Abadía Ona Carbonell Abril Conesa Berta Ferreras Cecilia Jiménez María Juárez Meritxell Mas Elena Melián Paula Ramírez Blanca Toledano                                                           | 91,1333 |
| 4     | CAN  | Emily Armstrong Catherine Barrett Andrée-Anne Côté Camille Fiola-Dion Rebecca Harrower Claudia Holzner Audrey Joly Sion Ormond Halle Pratt Jacqueline Simoneau                                         | 89,9333 |
| 5     | FRA  | Marie Annequin Manon Disbeaux Ambre Esnault Laura Gonzalez Inesse Guermoud Maureen Jenkins Solène Lusseau Eve Planeix Charlotte Tremble Laura Tremble                                                  | 87,2000 |
| 6     | ISR  | Eden Blecher Shelly Bobritsky Elina Chalemsky Maya Dorf Emili Green Gal Litman Nikol Nahshonov Ariel Nassee Tali Ostrovsky Yael Polka                                                                  | 83,7000 |
| 7     | HUN  | Anna Apáthy Janka Dávid Alice Di Franco Linda Farkas Boglárka Gács Lilien Götz Szabina Hungler Kamilla Kassai Anna Szabó Virág Teravágimov                                                             | 77,5667 |
| 8     | THA  | Patrawee Chayawararak Chantaras Jarupraditlert Athicha Khuncheay Pongpimporn Pongsuwan Armenah Prang Arpapat Saengrusamee Patcharaporn Somyos Supitchaya Songpan Voranan Toomchay Kuntida Yookittichai | 71,1333 |

## Ergebnisse Wasserspringen

### Männer

#### 1-Meter-Einzel (Sprungbrett)
| Platz | Land | Athlet           | Punkte |
| ----- | ---- | ---------------- | ------ |
| 1     | CHN  | Wang Zongyuan    | 440,25 |
| 2     | MEX  | Rommel Pacheco   | 420,15 |
| 3     | CHN  | Peng Jianfeng    | 415,00 |
| 4     | KOR  | Woo Ha-ram       | 406,15 |
| 5     | GER  | Patrick Hausding | 405,05 |
| 6     | USA  | Briadam Herrera  | 399,90 |
| 7     | UKR  | Oleh Kolodij     | 396,40 |
| 8     | POL  | Kacper Lesiak    | 380,05 |

#### 3-Meter-Einzel (Sprungbrett)
| Platz | Land | Athlet           | Punkte |
| ----- | ---- | ---------------- | ------ |
| 1     | CHN  | Xie Siyi         | 545,45 |
| 2     | CHN  | Cao Yuan         | 517,85 |
| 3     | GBR  | Jack Laugher     | 504,55 |
| 4     | KOR  | Woo Ha-ram       | 478,80 |
| 5     | USA  | David Boudia     | 458,10 |
| 6     | GER  | Patrick Hausding | 452,25 |
| 7     | USA  | Mike Hixon       | 449,95 |
| 8     | MEX  | Rommel Pacheco   | 443,30 |

#### 10-Meter-Einzel (Plattform Turm)
| Platz | Land | Athlet            | Punkte |
| ----- | ---- | ----------------- | ------ |
| 1     | CHN  | Yang Jian         | 598,65 |
| 2     | CHN  | Yang Hao          | 585,75 |
| 3     | RUS  | Alexander Bondar  | 541,05 |
| 4     | UKR  | Oleksij Sereda    | 490,50 |
| 5     | FRA  | Benjamin Auffret  | 489,20 |
| 6     | KOR  | Woo Ha-ram        | 477,25 |
| 7     | GBR  | Tom Daley         | 470,35 |
| 8     | USA  | Brandon Loschiavo | 470,10 |

#### 3-Meter-Synchron (Sprungbrett)
| Platz | Land | Athleten                             | Punkte |
| ----- | ---- | ------------------------------------ | ------ |
| 1     | CHN  | Cao Yuan Xie Siyi                    | 439,74 |
| 2     | GBR  | Daniel Goodfellow Jack Laugher       | 415,02 |
| 3     | MEX  | Yahel Castillo Juan Celaya           | 413,94 |
| 4     | GER  | Patrick Hausding Lars Rüdiger        | 399,87 |
| 5     | RUS  | Jewgeni Kusnezow Nikita Schleicher   | 396,81 |
| 6     | UKR  | Oleksandr Horschkowosow Oleh Kolodij | 393,24 |
| 7     | JPN  | Sho Sakai Ken Terauchi               | 389,43 |
| 8     | USA  | Andrew Capobianco Mike Hixon         | 388,08 |

#### 10-Meter-Synchron (Plattform Turm)
| Platz | Land | Athleten                                  | Punkte |
| ----- | ---- | ----------------------------------------- | ------ |
| 1     | CHN  | Cao Yuan Chen Aisen                       | 486,93 |
| 2     | RUS  | Alexander Bondar Wiktor Minibajew         | 444,60 |
| 3     | GBR  | Tom Daley Matty Lee                       | 425,91 |
| 4     | UKR  | Oleh Serbin Oleksij Sereda                | 412,62 |
| 5     | AUS  | Domonic Bedggood Declan Stacey            | 411,24 |
| 6     | KOR  | Kim Yeong-nam Woo Ha-ram                  | 401,67 |
| 7     | MEX  | Kevin Berlín Ivan Garcia Navarro          | 400,71 |
| 8     | USA  | Benjamin Bramley Steele Johnson           | 383,79 |
| 9     | ARM  | Wladimir Harutjunjan Lew Sargsjan         | 372,48 |
| 10    | GER  | Timo Barthel Lou Massenberg               | 368,25 |
| 11    | CAN  | Vincent Riendeau Nathan Zsombor-Murray    | 368,19 |
| 12    | BRA  | Kawan Figueredo Pereira Isaac Souza Filho | 348,78 |

#### 27-Meter-Einzel (Klippe)
| Platz | Land | Athlet                  | Punkte |
| ----- | ---- | ----------------------- | ------ |
| 1     | GBR  | Gary Hunt               | 442,20 |
| 2     | USA  | Steven LoBue            | 433,65 |
| 3     | MEX  | Jonathan Paredes        | 430,15 |
| 4     | CZE  | Michal Navrátil         | 380,80 |
| 5     | ITA  | Alessandro De Rose      | 378,90 |
| 6     | USA  | Andy Jones              | 365,85 |
| 7     | COL  | Miguel García           | 365,80 |
| 8     | UKR  | Wjatscheslaw Kolesnikow | 358,10 |

### Frauen

#### 1-Meter-Einzel (Sprungbrett)
| Platz | Land | Athletin           | Punkte |
| ----- | ---- | ------------------ | ------ |
| 1     | CHN  | Chen Yiwen         | 285,45 |
| 2     | USA  | Sarah Bacon        | 262,00 |
| 3     | KOR  | Kim Su-ji          | 257,20 |
| 4     | GBR  | Katherine Torrance | 255,40 |
| 5     | RUS  | Kristina Iljinych  | 252,80 |
| 6     | ITA  | Elena Bertocchi    | 251,95 |
| 7     | NZL  | Elizabeth Cui      | 245,60 |
| 8     | AUS  | Georgia Sheehan    | 244,20 |

#### 3-Meter-Einzel (Sprungbrett)
| Platz | Land | Athletin        | Punkte |
| ----- | ---- | --------------- | ------ |
| 1     | CHN  | Shi Tingmao     | 391,00 |
| 2     | CHN  | Wang Han        | 372,85 |
| 3     | AUS  | Maddison Keeney | 367,05 |
| 4     | CAN  | Jennifer Abel   | 333,35 |
| 5     | JPN  | Sayaka Mikami   | 323,05 |
| 6     | AUS  | Esther Qin      | 302,85 |
| 7     | CAN  | Pamela Ware     | 290,20 |
| 8     | GBR  | Grace Reid      | 286,95 |

#### 10-Meter-Einzel (Plattform Turm)
| Platz | Land | Athletin         | Punkte |
| ----- | ---- | ---------------- | ------ |
| 1     | CHN  | Chen Yuxi        | 439,00 |
| 2     | CHN  | Lu Wei           | 377,80 |
| 3     | USA  | Delaney Schnell  | 364,20 |
| 4     | AUS  | Melissa Wu       | 360,20 |
| 5     | MAS  | Pandelela Rinong | 349,25 |
| 6     | CAN  | Meaghan Benfeito | 347,80 |
| 7     | CAN  | Caeli McKay      | 331,40 |
| 8     | ITA  | Noemi Batki      | 328,90 |

#### 3-Meter-Synchron (Sprungbrett)
| Platz | Land | Athletinnen                            | Punkte |
| ----- | ---- | -------------------------------------- | ------ |
| 1     | CHN  | Shi Tingmao Wang Han                   | 342,00 |
| 2     | CAN  | Jennifer Abel Mélissa Citrini-Beaulieu | 311,10 |
| 3     | MEX  | Paola Espinosa Melany Hernández        | 294,90 |
| 4     | RUS  | Kristina Iljinych Marija Poljakowa     | 292,80 |
| 5     | GBR  | Grace Reid Katherine Torrance          | 289,80 |
| 6     | AUS  | Maddison Keeney Anabelle Smith         | 278,13 |
| 7     | NED  | Inge Jansen Celine van Duijn           | 277,50 |
| 8     | MAS  | Ng Yan Yee Nur Dhabitah Sabri          | 277,35 |

#### 10-Meter-Synchron (Plattform Turm)
| Platz | Land | Athletinnen                              | Punkte |
| ----- | ---- | ---------------------------------------- | ------ |
| 1     | CHN  | Lu Wei Zhang Jiaqi                       | 345,24 |
| 2     | MAS  | Leong Mun Yee Pandelela Rinong           | 312,72 |
| 3     | USA  | Samantha Bromberg Katrina Young          | 304,86 |
| 4     | CAN  | Meaghan Benfeito Caeli McKay             | 304,05 |
| 5     | RUS  | Jekaterina Beljajewa Julija Timoschinina | 291,30 |
| 6     | GBR  | Eden Cheng Lois Toulson                  | 289,14 |
| 7     | ITA  | Noemi Batki Chiara Pellacani             | 280,38 |
| 8     | AUS  | Emily Chinnock Melissa Wu                | 277,44 |

#### 20-Meter-Einzel (Klippe)
| Platz | Land | Athletin              | Punkte |
| ----- | ---- | --------------------- | ------ |
| 1     | AUS  | Rhiannan Iffland      | 298,05 |
| 2     | MEX  | Adriana Jiménez       | 297,90 |
| 3     | GBR  | Jessica Macaulay      | 295,40 |
| 4     | USA  | Genevieve Bradley     | 280,80 |
| 5     | UKR  | Antonina Wyschywanowa | 257,65 |
| 6     | AUS  | Xantheia Pennisi      | 248,60 |
| 7     | COL  | María Quintero        | 246,80 |
| 8     | GER  | Iris Schmidbauer      | 233,55 |

### Mixed

#### 3-Meter-Synchron (Sprungbrett)
| Platz | Land | Athlet/in                                            | Punkte |
| ----- | ---- | ---------------------------------------------------- | ------ |
| 1     | AUS  | Matthew Carter Maddison Keeney                       | 304,86 |
| 2     | CAN  | François Imbeau-Dulac Jennifer Abel                  | 304,08 |
| 3     | GER  | Lou Massenberg Tina Punzel                           | 301,62 |
| 4     | GBR  | Tom Daley Grace Reid                                 | 298,47 |
| 5     | USA  | Briadam Herrera Maira Coburn                         | 295,95 |
| 6     | MEX  | Osmar Olvera Ibarra Dolores Hernández                | 288,30 |
| 7     | UKR  | Stanislaw Olifertschyk Wiktorija Kessar              | 282,84 |
| 8     | COL  | Sebastian Villa Castaneda Diana Isabel Pineda Zuleta | 279,87 |

#### 10-Meter-Synchron (Plattform Turm)
| Platz | Land | Athlet/in                             | Punkte |
| ----- | ---- | ------------------------------------- | ------ |
| 1     | CHN  | Lian Junjie Si Yajie                  | 346,14 |
| 2     | RUS  | Wiktor Minibajew Jekaterina Beljajewa | 311,28 |
| 3     | MEX  | José Balleza María Sánchez            | 287,64 |
| 4     | GBR  | Noah Williams Robyn Birch             | 285,18 |
| 5     | USA  | Zachary Cooper Olivia Rosendahl       | 267,96 |
| 6     | ITA  | Maicol Verzotto Noemi Batki           | 259,62 |
| 7     | KOR  | Kim Ji-wook Kwon Ha-lim               | 247,20 |
| 8     | BRA  | Isaac Souza Ingrid Oliveira           | 239,46 |

#### Team-Event
Kombinationswettbewerb im Kunstspringen vom 3-Meter-Sprungbrett und im Turmspringen von der 10-Meter-Plattform (gemischtgeschlechtliche Teams, jeder springt drei Mal, davon mindestens einmal vom Turm und einmal vom Brett, die Punkte aller sechs Sprünge werden aufsummiert)
| Platz | Land | Athleten                             | Punkte |
| ----- | ---- | ------------------------------------ | ------ |
| 1     | CHN  | Yang Jian Lin Shan                   | 416,65 |
| 2     | RUS  | Sergei Nasin Julija Timoschinina     | 390,05 |
| 3     | USA  | Andrew Capobianco Katrina Young      | 357,60 |
| 4     | MAS  | Chew Yiwei Leong Mun Yee             | 347,80 |
| 5     | AUS  | Cassiel Rousseau Laura Hingston      | 329,30 |
| 6     | GBR  | Ross Haslam Eden Cheng               | 327,90 |
| 7     | COL  | Sebastián Villa Diana Pineda         | 325,40 |
| 8     | GER  | Lars Rüdiger Maria Kurjo             | 324,50 |
| 9     | UKR  | Oleksij Sereda Anna Arnautowa        | 323,20 |
| 10    | MEX  | Iván García Paola Espinosa           | 319,55 |
| 11    | SWE  | Vinko Paradzik Ellen Ek              | 315,65 |
| 12    | CUB  | Carlos Ramos Anisley García          | 306,60 |
| 13    | ITA  | Riccardo Giovannini Chiara Pellacani | 301,05 |
| 14    | VEN  | Oscar Ariza María Betancourt         | 294,00 |
| 15    | BRA  | Isaac Souza Tammy Takagi             | 287,10 |
| 16    | THA  | Thitipoom Marksin Ramanya Yanmongkon | 238,70 |

## Ergebnisse Wasserball

### Männer
| Platz | Land         |
| ----- | ------------ |
| 1     | Italien      |
| 2     | Spanien      |
| 3     | Kroatien     |
| 4     | Ungarn       |
| 5     | Serbien      |
| 6     | Australien   |
| 7     | Griechenland |
| 8     | Deutschland  |

### Frauen
| Platz | Land               |
| ----- | ------------------ |
| 1     | Vereinigte Staaten |
| 2     | Spanien            |
| 3     | Australien         |
| 4     | Ungarn             |
| 5     | Russland           |
| 6     | Italien            |
| 7     | Niederlande        |
| 8     | Griechenland       |